# Франческо дел Джокондо
Франческо ди Бартоломео дел Джокондо (на италиански: Francesco di Bartolomeo del Giocondo, 1460 – 1539) е богат флорентински търговец на коприна и политик. Живее по времето на Леонардо да Винчи и се предполага, че неговата съпруга Лиза е служила за модел на Леонардо за Мона Лиза.
Син на богат търговец. Неговото семейство разполага със собствен параклис в църквата Пресвето Благовещение (Santissima Annunziata), към чийто орден като млад живее и работи Леонардо да Винчи. Според Джорджо Вазари, първия биограф на Леонардо, познанството им е оттогава.
През 1491 г. Франческо дел Джокондо година се жени за Камила ди Мариото Ручелаи, през 1493 г. – за Томаса ди Мариото Вилани, а през 1495 г. – вече за втори път вдовец, за 16-годишната Лиза Герардини. С нея той има пет деца Леонардо рисува портрета, когато Лиза е на 24 години, но заминава преди да го завърши, първо за Милано, а после за Франция. Според Даниел Арас, търговецът не би одобрил рисунката и би се почувствал обиден, тъй като по онова време, жена без воал можело да бъде само проститутка.
Като политик, Франческо дел Джокондо заема държавни постове във Флоренция през 1499, 1512 и 1524 година.
Франческо дел Джокондо е погребан в църквата Пресвето Благовещение (Santissima Annunziata) като член на ктиторското семейство.